# 686
El 686 (DCLXXXVI) fou un any comú començat en dilluns del calendari julià.

## Esdeveniments
- Els saxons conquereixen el Regne de Kent
- Anticristianisme a Egipte, amb la destrucció de creus

## Necrològiques
- Emperador Temmu, canvi d'era al Japó
- Papa Joan V